# Piłka nożna na Światowych Wojskowych Igrzyskach Sportowych 2011
Piłka nożna na Światowych Wojskowych Igrzyskach Sportowych 2011 – zawody, które odbywały się w brazylijskim Rio de Janeiro 15–24 lipca 2011 roku podczas igrzysk wojskowych.

## Medaliści
| Konkurencja           | Złoto | Srebro | Brąz |
| Kobiety (szczegóły)   | Brazylia Ana Freitas Maycon Bárbara Ferreira Carla Oliveira Cecília Silva Daniele Batista Danielle Silva Gisiane Figueiredo Kátia Cilene Luana Liberato Maria Alves Maria Mariano Melissa Sodré Michele Reis Rebeca Oliveira Roberta Lima Tânia Maranhão Tatiane da Silva Thessa de Paula Vanessa Cataneo                         | Niemcy Barbara Legrand Carolin Schwartze Chadia Freyhat Christina Sodar Dorr Conny Pohlers Corinna Sartorius Corinne-Yvone Holtgraeve Jasmin Hommel Jasmin Liebl Jasmin Wollmisterdt Jennifer Holtgraeve Jenny Napieraj Kerstin Stegemann Lisa Weiss Maren Toerne Marie Fuhr Nina Bornkessel Nina Mittrop Stephanie Borold Vanessa Skradde | Holandia Anne Bih Daisy Jansen Daisy von Werenbeen Daphne Smit Jessica Torny Jesue Karl Judith Kuipers Kim Dyhstra Kim van Zent Leoni Tromp Loes Oostrom Maartje Hommeles Nathalie Donhersloot Petra Dugardein Rebecca Tousalwa Salma de Koh Sure Scheerdek Wendy van de Wiel                                                          |
| Mężczyźni (szczegóły) | Algieria Eyes Aissani Fethi Benameur Hacem Okbi Benhedouche Hichane Belkerouni Lakhdr Bentaneb Lyes Safdi Lyes Sidhoum Karime Afttahar Kousafa Berchiche Maamar Youcef Mohamed Amroune Mohamed Aperang Mohamed Chenah Mourane Berrefame Omar Ousmagl Redih Fare Sid Ahren Aouadi Smail Bentayeb Soufiane Khellili Zakaria Charouf | Egipt Eyes Aissani Fethi Benameur Hacem Okbi Benhedouche Hichane Belkerouni Lakhdr Bentaneb Lyes Safdi Lyes Sidhoum Karime Afttahar Kousafa Berchiche Maamar Youcef Mohamed Amroune Mohamed Aperang Mohamed Chenah Mourane Berrefame Omar Ousmagl Redih Fare Sid Ahren Aouadi Smail Bentayeb Soufiane Khellili Zakaria Charouf             | Brazylia Alexandre da Silva Alexandre Moura Eules Gomes Carlos Conceição Fábio Augusto de Castro Francis Coutinho José da Cruz Leonardo Santos Luciano Portela Luiz Fernando Freitas Marcos Campos Nilton César Renildo Gomes Roberto Brás Rodrigo Silva Ronaldo Costa Sandro Perlin Thiago Philip Vladimir dos Santos Wagner da Souza |

## Klasyfikacja medalowa
* Gospodarz zawodów został zaznaczony tym kolorem.
| Miejsce           | Państwo           | Złoto | Srebro | Brąz | Razem |
| 1                 | Brazylia*         | 1     | 0      | 1    | 2     |
| 2                 | Algieria          | 1     | 0      | 0    | 1     |
| 3                 | Egipt             | 0     | 1      | 0    | 1     |
| 3                 | Niemcy            | 0     | 1      | 0    | 1     |
| 5                 | Holandia          | 0     | 0      | 1    | 1     |
| Ogółem (5 państw) | Ogółem (5 państw) | 2     | 2      | 2    | 6     |